# Nuclear Instruments and Methods in Physics Research
Nuclear Instruments and Methods in Physics Research é uma revista científica americana, publicada pela Elsevier.
A Elsevier publica duas edições diferentes da revista:
- Section A, que focaliza em matérias referentes a instrumentos científicos relacionados com a física nuclear.[1])
- Section B, especializando-se na interação de matéria com raios energéticos.[2])